# انتخابات مجلس الأمن التابع للأمم المتحدة 1970
أُجريت انتخابات مجلس الأمن التابع للأمم المتحدة لعام 1970 في 26 أكتوبر 1970 خلال الدورة الخامسة والعشرين للجمعية العامة للأمم المتحدة، التي عقدت في مقر الأمم المتحدة في مدينة نيويورك. انتخبت الجمعية العامة الأرجنتين وبلجيكا وإيطاليا واليابان والصومال (لأول مرة)، أعضاءا غير دائمين في مجلس الأمن التابع للأمم المتحدة لفترة سنتين تبدأ في 1 يناير 1971.

## القواعد
يتألف مجلس الأمن من 15 مقعدًا، يشغلها خمسة أعضاء دائمين وعشرة أعضاء غير دائمين. وفي كل عام، يتم انتخاب نصف الأعضاء غير الدائمين لمدة عامين.   ولا يجوز للعضو الحالي أن يترشح على الفور لإعادة انتخابه. 
وفقًا للقواعد التي يتم بموجبها تناوب المقاعد العشرة غير الدائمة في مجلس الأمن بين الكتل الإقليمية المختلفة التي تقسم إليها الدول الأعضاء في الأمم المتحدة تقليديًا لأغراض التصويت والتمثيل،  يتم تخصيص المقاعد الخمسة المتاحة على النحو التالي:
- مقعد للدول الأفريقية (تشغله زامبيا)
- مقعد لبلدان المجموعة الآسيوية (تسمى الآن مجموعة آسيا والمحيط الهادئ)[5] (تشغله نيبال)
- مقعد لأمريكا اللاتينية ومنطقة البحر الكاريبي (تشغله كولومبيا)
- مقعدان لمجموعة أوروبا الغربية ودول أخرى (تشغله فنلندا وإسبانيا)

ولكي يتم انتخابه، يجب أن يحصل المرشح على أغلبية ثلثي الحاضرين والمصوتين. إذا كان التصويت غير حاسم بعد الجولة الأولى، فسيتم إجراء ثلاث جولات من التصويت المقيد، تليها ثلاث جولات من التصويت غير المقيد، وهكذا، حتى يتم الحصول على نتيجة. في التصويت المقيد، لا يجوز التصويت إلا على المرشحين الرسميين، بينما في التصويت غير المقيد، يجوز التصويت على أي عضو في مجموعة إقليمية معينة، باستثناء أعضاء المجلس الحاليين.

## النتيجة
أدار الانتخابات رئيس الجمعية العامة للأمم المتحدة آنذاك إدوارد هامبرو من النرويج. كان عدد الدول الأعضاء في الأمم المتحدة 127 دولة في ذلك الوقت، مع قبول فيجي قبل ثلاثة أيام فقط من الانتخابات. ولم يكن هناك أي ترشيح قبل التصويت. وكان على المندوبين أن يكتبوا أسماء الدول الأعضاء الخمس التي يرغبون في انتخابها على أوراق الاقتراع. وتم التصويت على ورقة اقتراع واحدة.
| الدولة                  | الجولة الأولى |
| الأرجنتين               | 109           |
| إيطاليا                 | 108           |
| بلجيكا                  | 104           |
| الصومال                 | 104           |
| اليابان                 | 102           |
| الكونغو الديمقراطية     | 2             |
| النمسا                  | 1             |
| بورما                   | 1             |
| فيجي                    | 1             |
| هايتي                   | 1             |
| الهند                   | 1             |
| لوكسمبورغ               | 1             |
| مدغشقر                  | 1             |
| نيجيريا                 | 1             |
| السويد                  | 1             |
| ممتنعون                 | 0             |
| بطاقات الاقتراع الباطلة | 0             |
| الأغلبية المطلوبة       | 76            |
| أوراق الاقتراع          | 113           |

## روابط خارجية
- وثيقة الأمم المتحدة A/59/881 مذكرة شفوية من البعثة الدائمة لكوستاريكا تحتوي على سجل لانتخابات مجلس الأمن حتى عام 2004